# ريتشارد باتيسون
ريتشارد باتيسون هو سياسي كندي، ولد في 1773، وتوفي في 1818. تزوج من فيليس إلينور آسكين، ابنة جون آسكين.